# 北緯33度線

アメリカ合衆国では、北緯33度線はアーカンソー州とルイジアナ州のおおよその境となっている。

北緯33度線（ほくい33どせん）は、地球の赤道面より北に地理緯度にして33度の角度を成す緯線。アフリカ、アジア、太平洋、北アメリカ、大西洋を通過する。この緯度の下では、夏至点時の可照時間は14時間15分で、冬至点時は10時間3分である。
アメリカ合衆国では、アーカンソー州とルイジアナ州の州境が北緯33度線に近い所に設定されている（実際には北緯33度線の2km北の所にある）。この境界は、1803年のルイジアナ買収でアメリカ合衆国の領地となった土地に1804年にオーリンズ準州（後のルイジアナ州）が設置されたときに、その北の境界として設定されたものである。
1996年9月4日から2003年8月30日のイラク戦争開戦までの間、北緯33度線はイラクの南部飛行禁止空域の北限となっていた。それまでは北緯32度線が北限であった。（サザン・ウォッチ作戦）

北緯33度線は亜熱帯高圧帯に属する。

## 通過する地域一覧
北緯33度線は、本初子午線から東に向かって以下の場所を通っている。
| 地理座標                                               | 国土・領土・領海 | 備考 |
| ------------------------------------------------------ | ---------------- | --- |
| 北緯33度0分 東経0度0分 / 北緯33.000度 東経0.000度      | アルジェリア     | |
| 北緯33度0分 東経8度11分 / 北緯33.000度 東経8.183度     | チュニジア       | |
| 北緯33度0分 東経11度31分 / 北緯33.000度 東経11.517度   | リビア           | |
| 北緯33度0分 東経12度0分 / 北緯33.000度 東経12.000度    | 地中海           | リビア・トリポリの北を通過 |
| 北緯33度0分 東経35度5分 / 北緯33.000度 東経35.083度    | イスラエル       | |
| 北緯33度0分 東経35度37分 / 北緯33.000度 東経35.617度   | ゴラン高原       | イスラエルが実効支配。 シリアが領有権を主張 UNDOFゾーン |
| 北緯33度0分 東経35度53分 / 北緯33.000度 東経35.883度   | シリア           | |
| 北緯33度0分 東経38度5分 / 北緯33.000度 東経38.083度    | ヨルダン         | |
| 北緯33度0分 東経39度3分 / 北緯33.000度 東経39.050度    | イラク           | |
| 北緯33度0分 東経46度6分 / 北緯33.000度 東経46.100度    | イラン           | |
| 北緯33度0分 東経60度38分 / 北緯33.000度 東経60.633度   | アフガニスタン   | |
| 北緯33度0分 東経69度30分 / 北緯33.000度 東経69.500度   | パキスタン       | 連邦直轄部族地域 カイバル・パクトゥンクワ州 パンジャーブ州 アザド・カシミール - インドが領有権主張                                                              |
| 北緯33度0分 東経74度21分 / 北緯33.000度 東経74.350度   | インド           | ジャンムー・カシミール州 - パキスタンが領有権主張 ヒマーチャル・プラデーシュ州 ジャンムー・カシミール州 - パキスタンが領有権主張                                |
| 北緯33度0分 東経79度14分 / 北緯33.000度 東経79.233度   | アクサイチン     | 中華人民共和国が実効支配。 インドが領有権を主張 |
| 北緯33度0分 東経79度21分 / 北緯33.000度 東経79.350度   | 中華人民共和国   | チベット自治区 青海省 四川省 青海省 四川省 甘粛省 陝西省 湖北省 河南省 安徽省 江蘇省 安徽省 (約12km) 江蘇省                                                     |
| 北緯33度0分 東経120度47分 / 北緯33.000度 東経120.783度 | 東シナ海         | 韓国・馬羅島（韓国最南端）の南を通過 |
| 北緯33度0分 東経129度2分 / 北緯33.000度 東経129.033度  | 日本             | 五島列島: - 長崎県・中通島（新上五島町） |
| 北緯33度0分 東経129度11分 / 北緯33.000度 東経129.183度 | 東シナ海         | 五島灘 |
| 北緯33度0分 東経129度13分 / 北緯33.000度 東経129.217度 | 日本             | 長崎県・平島（西海市） |
| 北緯33度0分 東経129度16分 / 北緯33.000度 東経129.267度 | 東シナ海         | 五島灘 |
| 北緯33度0分 東経129度20分 / 北緯33.000度 東経129.333度 | 日本             | 長崎県・江島（西海市） |
| 北緯33度0分 東経129度21分 / 北緯33.000度 東経129.350度 | 東シナ海         | 五島灘（崎戸島・蛎浦島の南を通過）（南串島を通過） |
| 北緯33度0分 東経129度39分 / 北緯33.000度 東経129.650度 | 日本             | 九州・西彼杵半島: - 長崎県西海市 |
| 北緯33度0分 東経129度44分 / 北緯33.000度 東経129.733度 | 東シナ海         | 大村湾（前ノ島、竹島、三島を通過） |
| 北緯33度0分 東経129度45分 / 北緯33.000度 東経129.750度 | 日本             | 九州・西彼杵半島: - 長崎県西海市 |
| 北緯33度0分 東経129度49分 / 北緯33.000度 東経129.817度 | 東シナ海         | 大村湾（畝島を通過） |
| 北緯33度0分 東経129度56分 / 北緯33.000度 東経129.933度 | 日本             | 九州: - 長崎県（東彼杵町 - 大村市） - 佐賀県（鹿島市 - 太良町）                                                                                                 |
| 北緯33度0分 東経130度11分 / 北緯33.000度 東経130.183度 | 東シナ海         | 有明海 |
| 北緯33度0分 東経130度25分 / 北緯33.000度 東経130.417度 | 日本             | 九州: - 熊本県（荒尾市 - 南関町 - 和水町 - 山鹿市 - 菊池市 - 山鹿市 - 菊池市 - 阿蘇市 - 産山村） - 大分県（竹田市 - 豊後大野市 - 臼杵市 - 佐伯市）              |
| 北緯33度0分 東経131度55分 / 北緯33.000度 東経131.917度 | 太平洋           | 豊後水道（大入島を通過） |
| 北緯33度0分 東経132度30分 / 北緯33.000度 東経132.500度 | 日本             | 四国: - 愛媛県（愛南町） - 高知県（宿毛市 - 四万十市 - 黒潮町）                                                                                                 |
| 北緯33度0分 東経133度1分 / 北緯33.000度 東経133.017度  | 太平洋           | 日本・八丈島の南を通過 |
| 北緯33度0分 西経118度35分 / 北緯33.000度 西経118.583度 | アメリカ合衆国   | カリフォルニア州 - サンクレメンテ島 |
| 北緯33度0分 西経118度33分 / 北緯33.000度 西経118.550度 | 太平洋           | |
| 北緯33度0分 西経117度17分 / 北緯33.000度 西経117.283度 | アメリカ合衆国   | カリフォルニア州 アリゾナ州 ニューメキシコ州 テキサス州 ルイジアナ州 - アーカンソー州との州境の南を通過 ミシシッピ州 アラバマ州 ジョージア州 サウスカロライナ州 |
| 北緯33度0分 西経79度28分 / 北緯33.000度 西経79.467度   | 大西洋           | |
| 北緯33度0分 西経16度23分 / 北緯33.000度 西経16.383度   | ポルトガル       | カル島（マデイラ諸島・ポルト・サント島の南） |
| 北緯33度0分 西経16度22分 / 北緯33.000度 西経16.367度   | 大西洋           | |
| 北緯33度0分 西経8度45分 / 北緯33.000度 西経8.750度     | モロッコ         | |
| 北緯33度0分 西経1度28分 / 北緯33.000度 西経1.467度     | アルジェリア     | |